# بیلوزرکا
بیلوزرکا (اوکراینی: Білозе́рка) یک منطقهٔ مسکونی در استان خرسون اوکراین و یکی از هروماداهای آن کشور است. جمعیت این منطقه در سال ۲۰۲۱ میلادی، ۹٬۳۶۴ نفر بود.